# فتى كايهاوزن

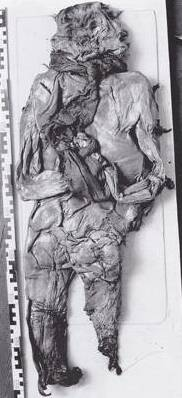
بقايا فتى كايهاوزن

فتى كايهاوزن هو جسد محفوظ طبيعيًا من العصر الحديدي في مستنقع من الطحالب البلعومية في ساكسونيا السفلى، ألمانيا. وهو أحد أطفال المستنقعات القلائل المُسجلين الذين تم اكتشافهم.

## الاكتشاف والفحص
تم العثور على جثة صبي يُعتقد أنه كان يتراوح عمره بين سبع وعشر سنوات عند وفاته في عام 1922. يُقدر أن الوفاة حدثت بين عامي 400 و300 قبل الميلاد. كانت ذراعاه وقدماه مقيدتين معًا بخرق ممزقة من الملابس وعباءة فرو. خلص الفحص إلى أنه طُعن بعمق ثلاثة إلى أربعة سنتيمترات ثلاث مرات في الرقبة ومرة واحدة في ذراعه اليسرى. يُعتقد أن الجرح في ذراع الصبي حدث عندما رفع ذراعه ربما في فعل دفاع عن النفس تجاه مهاجمه.
كشف فحص حديث للجثة أن السلاح المستخدم لقتل الطفل كان خنجرًا بشفرة طولها أربعة سنتيمترات. سبب محتمل لوفاة الصبي هو أنه كان يعاني من التهاب في تجويف أعلى عظم الفخذ، وبالتالي لم يكن قادرًا على المشي دون مساعدة. بسبب ارتفاع معدل التشوهات بين جثث المستنقعات، مثل فتاة يدي، اقترح علماء الإنسان أن المعاقين تم التضحية بهم لأنهم اعتُبروا غير مرغوب فيهم من قبل آلهتهم. جسد الصبي محفوظ في محلول فورمالين ولا يُعرض.

## طالع أيضًا
- جثة المستنقعات
- قائمة جثث المستنقعات[الإنجليزية]
- فتاة إلينغ[الإنجليزية]
- رجل غرابول[الإنجليزية]
- قائمة جرائم القتل غير المحلولة (قبل القرن العشرين)[الإنجليزية]
- رجل تولوند
- وينديبي الأول[الإنجليزية]
- فتاة يدي